# Eenhoornschutsluis

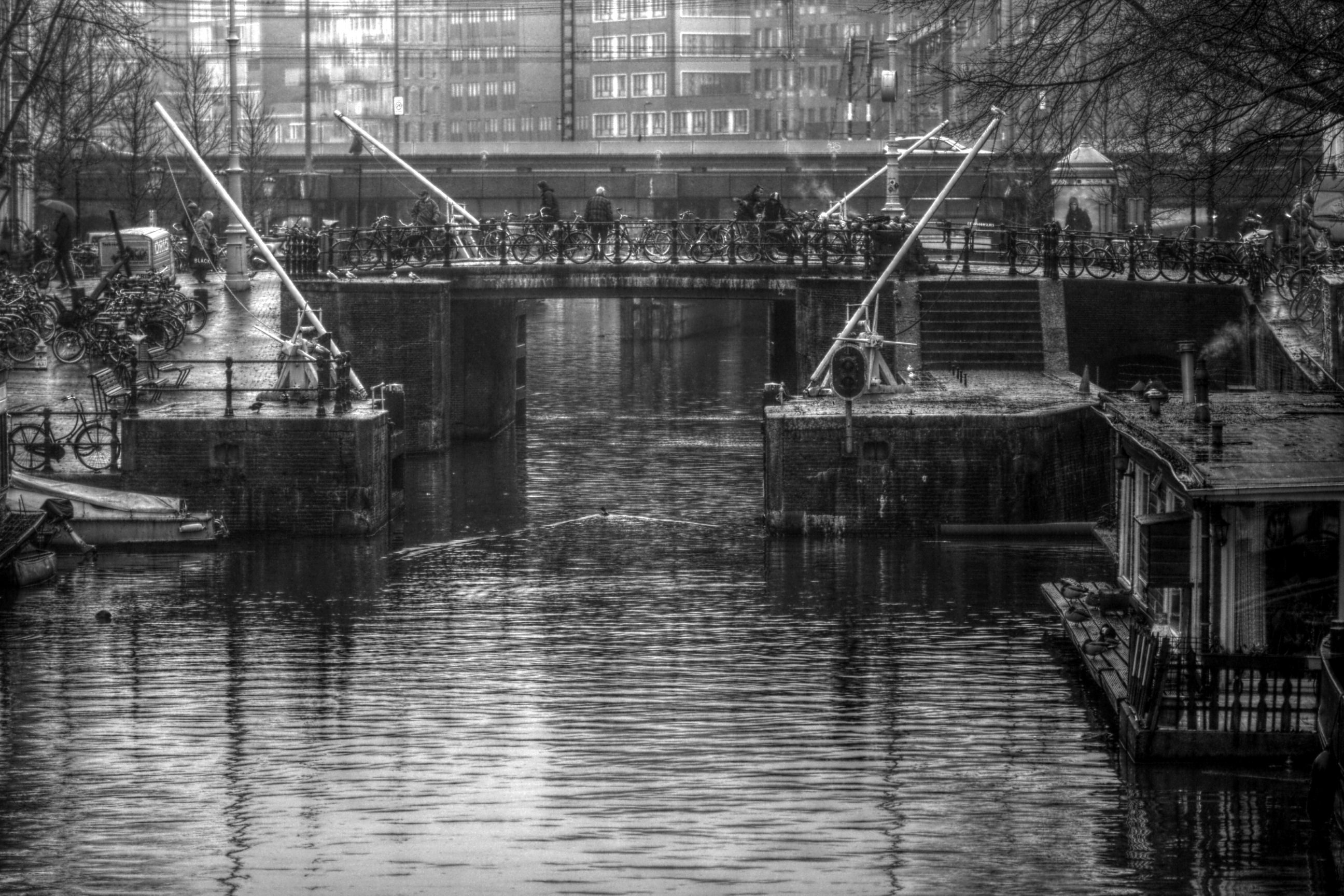
De Eenhoornsluis, gezien naar het Westerdokseiland vanaf de Lekkeresluis; december 2012.

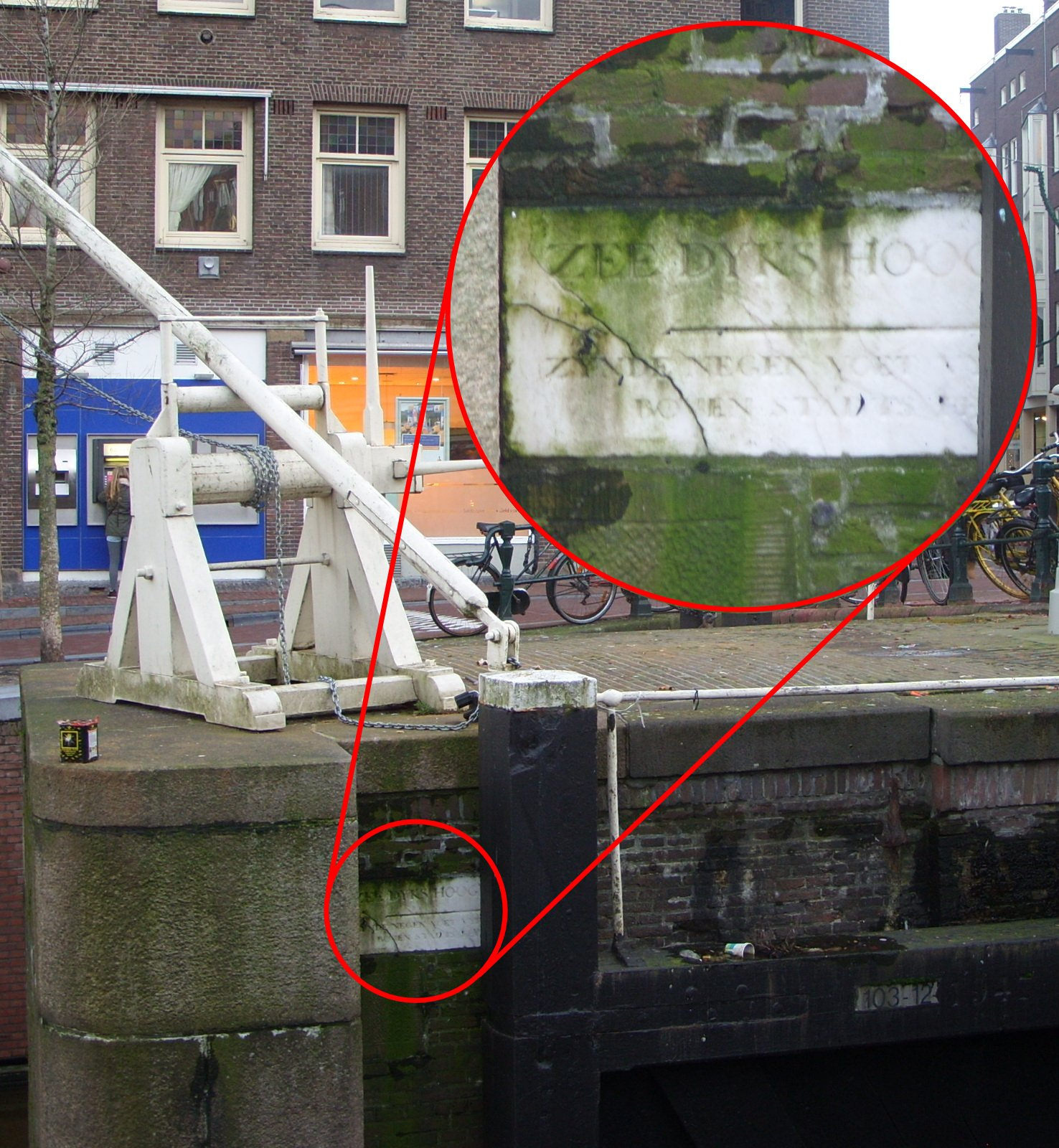
De Huddesteen.

De Eenhoornschutsluis (sluis nr. 103) is een schutsluis in de Haarlemmerdijk tussen de Prinsengracht en de Korte Prinsengracht in Amsterdam. De sluis en bijbehorende brug Eenhoornsluis (brug nr. 313) zijn bij de aanleg van de grachtengordel gepland als verbinding van de toen nieuwe grachten met het IJ, sinds 1832 het Westerdok. De naam is ontleend aan een nabijgelegen brouwerij die de Eenhoorn heette.

## Huddesteen
In de Eenhoornsluis is een zogenaamde Huddesteen bewaard gebleven. Vanaf 1684 werd door middel van een groef in een achttal over de stad verspreide "peilstenen" de zeedijkshoogte ten opzichte van het gemiddelde waterniveau, het "AP" (Amsterdams Peil), aangegeven. De stenen worden Huddestenen genoemd, naar de toenmalige burgemeester Johannes Hudde. De peilsteen bevindt zich aan de IJ-zijde van de sluis.
Tot de bouw van de Oranjesluizen (in gebruik genomen in 1872) stond dit deel van de Korte Prinsengracht via het IJ in open verbinding met de Zuiderzee. Jarenlang dacht men dat alleen in deze Eenhoornsluis een Huddesteen bewaard is gebleven, tot in 2013 tijdens de sloop van De Nieuwe Brug over het Damrak een tweede overgebleven exemplaar werd aangetroffen.